# Real Madrid TV
A Real Madrid TV a Real Madrid spanyol labdarúgócsapat saját televíziócsatornája. Székhelye a csapat edzőkomplexumában, a Ciudad Real Madridban van, Madrid Valdebebas negyedében.

## Műsorok
A csatorna gyakran kínál exkluzív interjúkat a klub játékosaival, emellett a nagycsapat mérkőzései mellett közvetíti a tartalékcsapat, a Real Madrid C és az utánpótlás meccseit is. Az állomás közvetíti a csapat összes szezon előtti barátságos mérkőzését is.

## Külső hivatkozások
- Hivatalos weboldal
- LyngSat Address